# Payouska
 (décembre 2023).
 Payouska (né vers 1752 et mort en 1832) était un chef Osages et combattant amérindien renommé. Il se battit contre les forces de Arthur St. Clair.

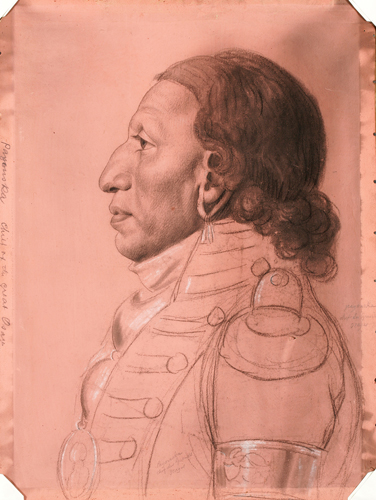
Payouska (Pawhuska), Chef Osage, 1804